# 福居賢悟
福居 賢悟（ふくい けんご、1957年8月1日 - ）は、日本の実業家。東京建物不動産販売株式会社社長執行役員。元東京建物株式会社代表取締役副社長執行役員社長補佐。日本パーキング会長。

## 人物・経歴
長崎県出身。1982年に横浜国立大学経済学部を卒業後、東京建物株式会社に入社。2011年取締役、2019年取締役専務執行役員を経て、2021年1月に東京建物不動産販売株式会社社長執行役員に就任した。2022年には、東京建物株式会社代表取締役副社長執行役員社長補佐に就任し退任後、2023年より日本パーキング会長にも就任した。